# Фініон
Фініон, або Фоініон — тиран Сіракуз у 280—279 роках до н. е.

## Біографічні відомості
Був сином відомого громадянина міста Мамевса. Скориставшись невдачами тирана Гікета у боротьбі із Карфагеном, відсторонив того від влади. Однак одразу його владу над Сіракузами почав оскаржувати тиран Акраганта Сосістрат. Їх протистояння тривало до 279 до н. е., коли враховуючи загрозу з боку Карфагена Сосістрат і Фініон запросили на допомогу царя Епіру Пірра. Той швидко оволодів всім островом, але успіх виявився мінливим. Тому 277 до н. е. Пірр стратив Фініона, звинувативши того у зраді.